# Paraphytus sumatranus
Paraphytus sumatranus är en skalbaggsart som beskrevs av Renaud Maurice Adrien Paulian och Yves Cambefort 1981. Paraphytus sumatranus ingår i släktet Paraphytus och familjen bladhorningar. Inga underarter finns listade i Catalogue of Life.